# Cathédrale Saint-Germain de Rimouski
La cathédrale Saint-Germain est la cathédrale de l'archidiocèse de Rimouski et la plus grande église de Rimouski au Québec (Canada). Elle est dédiée à saint Germain de Paris. Elle a été construite de 1854 à 1859. Elle fut fermée en novembre 2014 en raison de son mauvais état, puis réouverte depuis février 2024.

## Architecture, ornementation et mobilier liturgique
L'église est plutôt longue et latérale, étant appuyée par des contreforts avec ogives. Elle a été construite avec une ornementation polychrome. Les dimensions de l'église sont de 75 mètres de longueur et de 69 mètres de hauteur. L'édifice possède une grande voûte de 28 mètres.

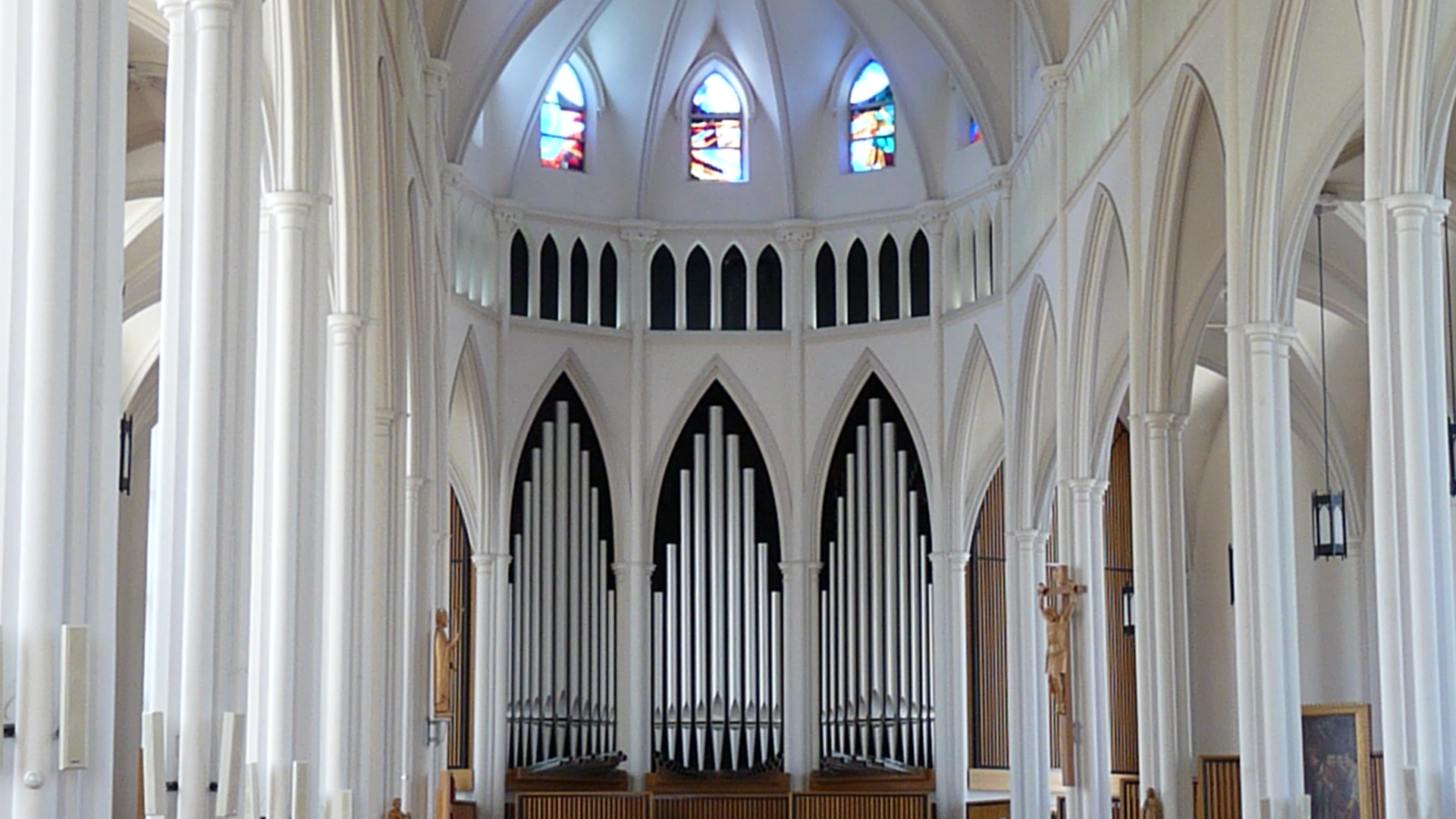
Le chœur et l'orgue.

Dans le mobilier liturgique de l'église figurent un autel majeur, un orgue Casavant, des ambons et des fonts baptismaux. Le retable est l'œuvre de l'artiste François-Thomas Baillargé. Le facteur d'orgues Samuel Russell Warren construit le premier orgue de la cathédrale en 1875.
La paroisse se dote d'un nouvel instrument au coût de 25 000 dollars en 1921. Le nouvel orgue, réalisé par Casavant Frères (opus 879), est doté de soixante-deux jeux sur quatre claviers. L'instrument, d'abord situé sur une tribune, est ensuite déplacé dans le chœur en 1967 lors des travaux de rénovation de la cathédrale.
En 1979, pour souligner le 150e anniversaire de la cathédrale, les paroissiens défrayent la restauration de l'orgue qui est effectuée par la firme Guilbault-Thérien. Ces travaux ont permis de « réviser entièrement son architecture sonore » de l'orgue et d'y ajouter une « batterie d'anches en chamade ». Le 19 novembre 1979, l'organiste Antoine Reboulot donne le premier récital avec l'instrument rénové.

## Histoire

### Début de la paroisse et premières églises
Pendant les premières années qui suivent l'arrivée de René Lepage de Sainte-Claire, premier seigneur résident de Rimouski, la paroisse est desservie par des missionnaires Récollets itinérants,. Le registre paroissial est initié en 1701 lors de la célébration d'un mariage et du baptême de deux des enfants de René Lepage,. C'est lors de cet évènement que le nom de « paroisse Saint-Germain » apparaît pour la première fois. Le choix du saint patron de la cathédrale, Germain d'Auxerre, est celui de René Lepage qui désire ainsi rappeler que sa famille est originaire de l'Yonne, tandis que le titulaire de la paroisse est saint Germain de Paris.
La première chapelle de la paroisse est construite en 1711, date inférée grâce au premier acte de sépulture de la paroisse de janvier 1712 mentionnant que la chapelle existe déjà. Il s'agit d'une modeste construction en bois de 20 pieds de largeur par 40 de longueur. Indiquer de façon plutôt sommaire sur le plan d'arpentage de Rimouski de 1778, la chapelle était située sur l'emplacement actuel de la ruelle qui sépare le Musée régional de Rimouski du Centre civique. Le cimetière, déjà présent en 1712, est situé au sud-est de la chapelle et s'étend sur un quart d'arpent. Un presbytère attenant à la chapelle est construit peu de temps après la chapelle et permet de loger le missionnaire itinérant lors de ses visites. Il semble que ce soit Germain Lepage, le père de René Lepage, un homme très pieux qui a été le promoteur de la construction de la chapelle en 1711, son testament indiquant dès 1713 qu'il tenait à ce que son corps soit enterré dans sa chapelle.
En 1736, Nicolas Lepage fait don de 200 livres pour l'achat de vases liturgiques et la réalisation d'un tableau à l'effigie du patron de la paroisse,. En 1742, Pierre Lepage de Saint-Barnabé fait don à la paroisse de la chapelle et d'un terrain de quatre arpents de front par deux arpents de profond qui permet d'établir le cimetière au sud de la chapelle,. Il fait aussi don de vases, d'ornements liturgiques et d'une cloche, des dépenses beaucoup plus élevés que l'usage à l'époque qui étaient pour les seigneurs de ne donner que le terrain pour la construction de l'église.

### La cathédrale
L'architecte québécois Victor Bourgeau dessine les plans de l'église et supervise sa construction réalisée entre 1854 et 1859,. Pour élaborer ses plans, Bourgeau s'est inspiré de ceux de la cathédrale de Trois-Rivières dont la construction a débuté en 1854. L'architecture de l'église est de style néo-gothique, un mouvement architectural d'origine britannique inspiré par Augustus Pugin. L'église devient une cathédrale en 1867 sous l'épiscopat de Jean Langevin, premier évêque de Rimouski.

Cathédrale Saint-Germain de Rimouski :
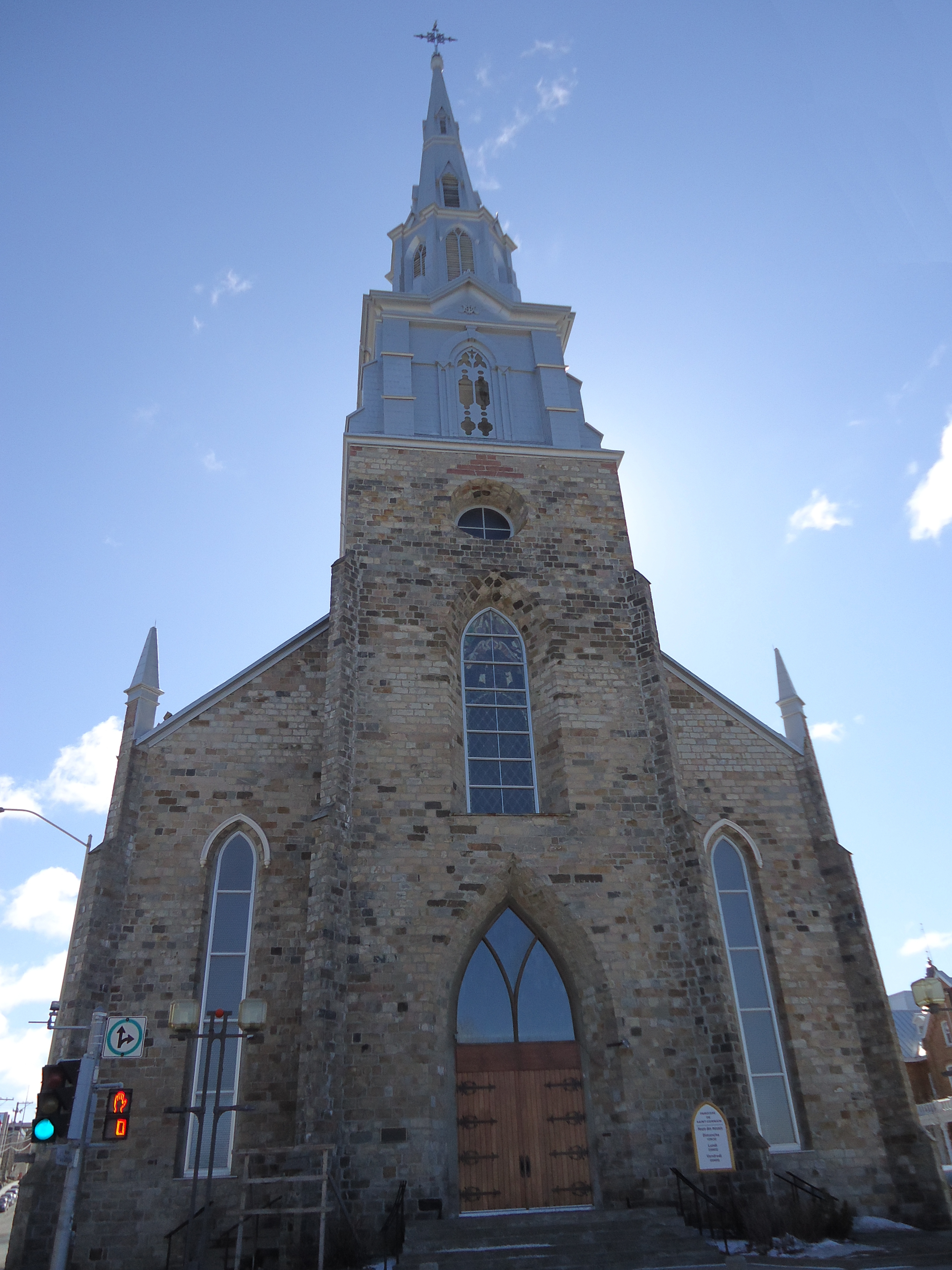
La façade.
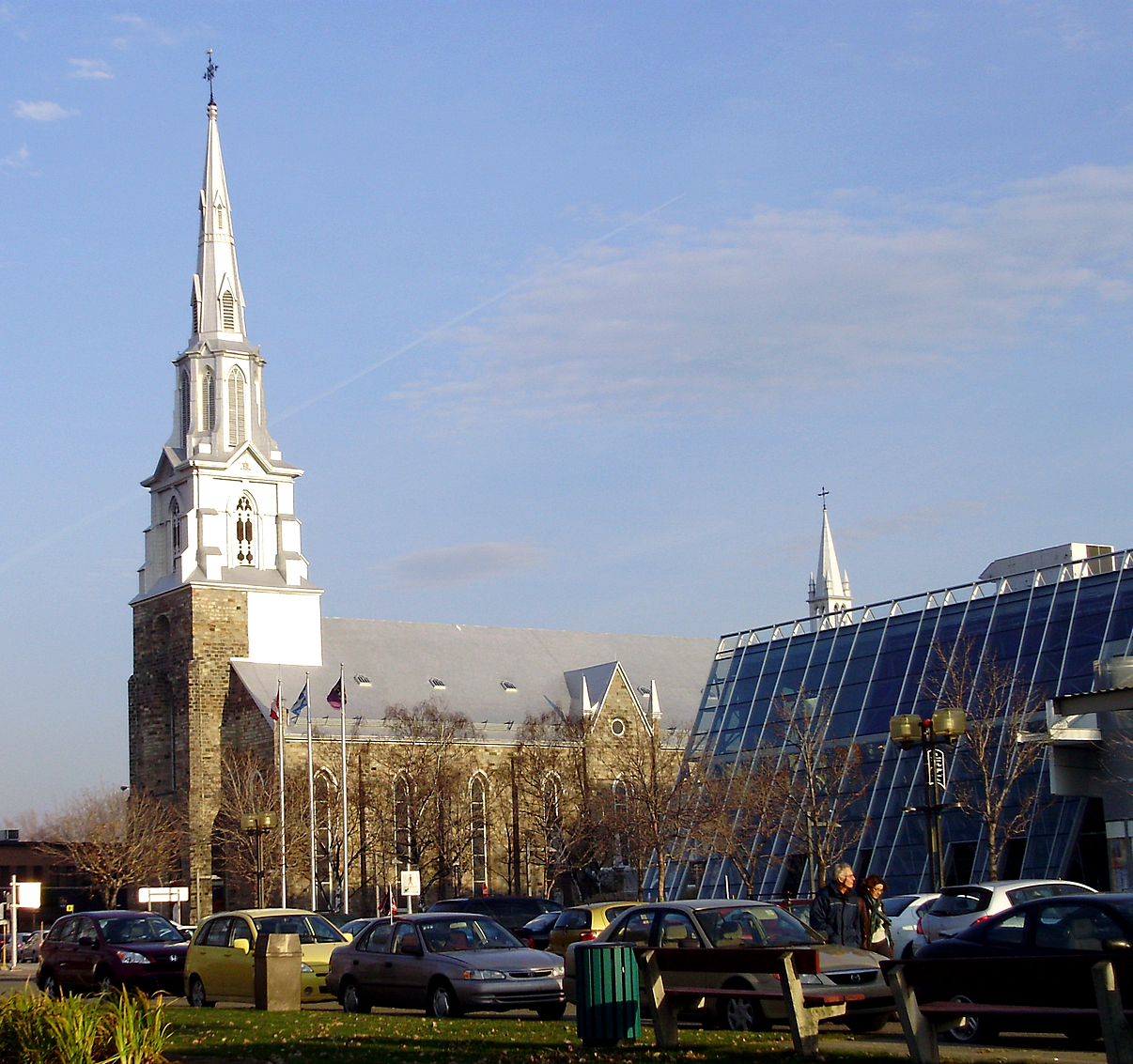
La cathédrale et la salle Desjardins-Telus.
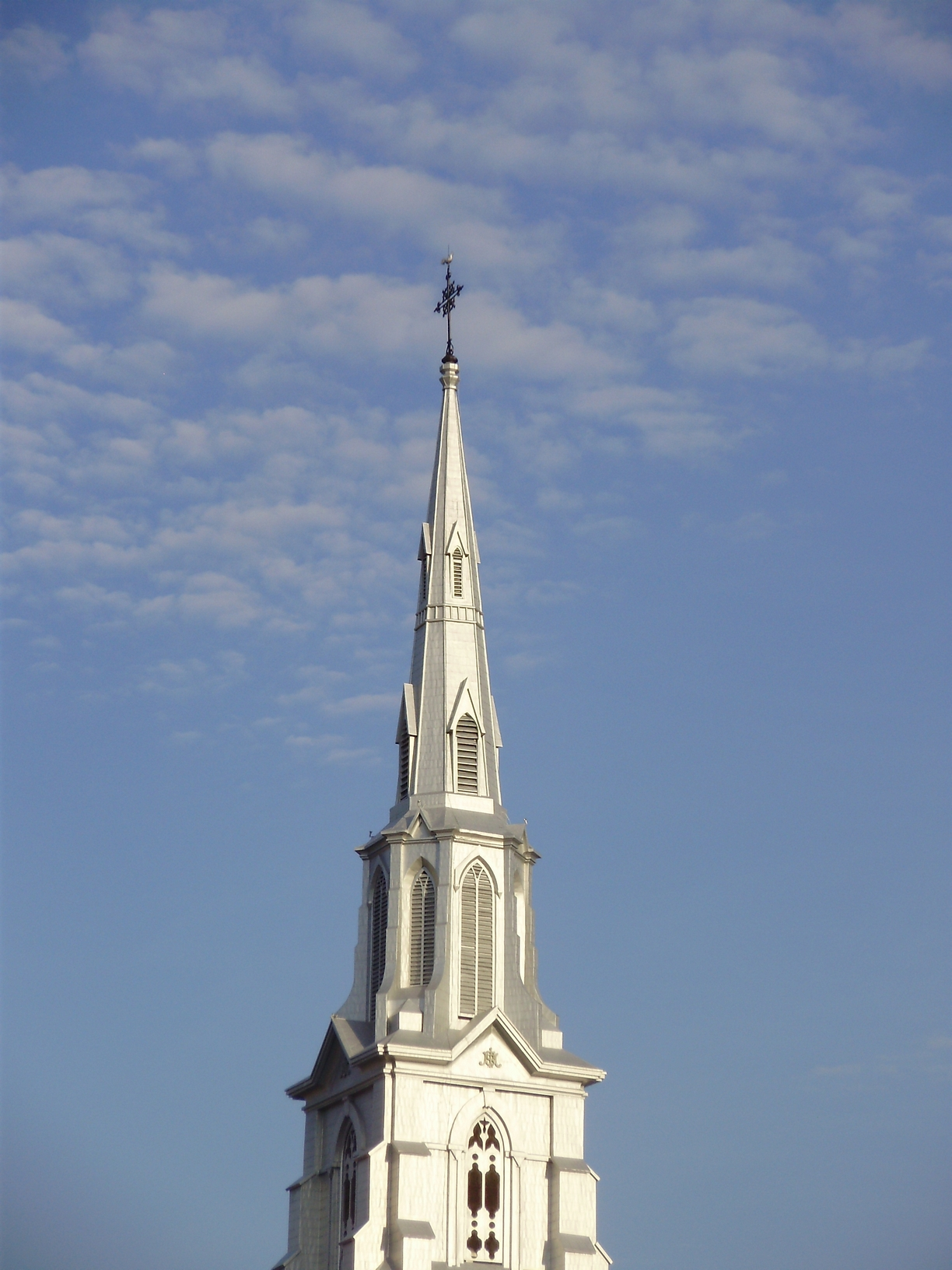
Le clocher.

Le décor intérieur de la cathédrale, réalisé au début du XXe siècle, est l'œuvre du chanoine Georges Bouillon qui a aussi réalisé plusieurs projets d'ornementation d'églises dans le diocèse d'Ottawa.
Charles-Eugène Parent a spécialement consacré la cathédrale en 1953.
En 2007 l'archevêque de Rimouski, Bertrand Blanchet, entérine les recommandations d'un rapport réalisé en 2006 concernant la situation des paroisses de la ville de Rimouski. Ce rapport souligne alors le déclin de la pratique religieuse dans la région, le manque de prêtres et de ressources financières, et propose de ne conserver que trois des neuf lieux de culte de la ville,. Bertrand Blanchet prend plutôt la décision de fusionner toutes les paroisses de la ville de Rimouski pour n'en former qu'une seule : la paroisse de la cathédrale,.
Le 26 octobre 2023 la cathédrale a été classé immeuble patrimonial par le ministère de la Culture et des Communications. De plus, le ciboire, l'ancien tabernacle et un tableau intitulé Saint-Germain d'Auxerre donnant une médaille à sainte Geneviève de cette paroisse ont aussi été classés comme objets patrimoniaux.